# Лозаннская конференция (1949)
Лозаннская конференция (англ. Lausanne Conference, фр. Conférence de Lausanne) — международная конференция под эгидой Согласительной комиссии для Палестины (СКП), проходившая в Лозанне (Швейцария) в апреле—июне и июле—сентябре 1949 года. Целью конференции было завершение Арабо-израильской войны и урегулирование конфликта в Палестине. В ходе конференции представители СКП проводили раздельные встречи с делегациями Израиля и блока арабских стран, участвовавших в войне (Египет, Иордания и Сирия) с целью добиться решения проблемы арабских палестинских беженцев и соглашения о границах между сторонами конфликта. В позициях сторон по ходу конференции наметилось определённое сближение, в частности выразившееся в подписании так называемого Лозаннского протокола, но окончательных договорённостей достичь не удалось.

## Предшествующие события

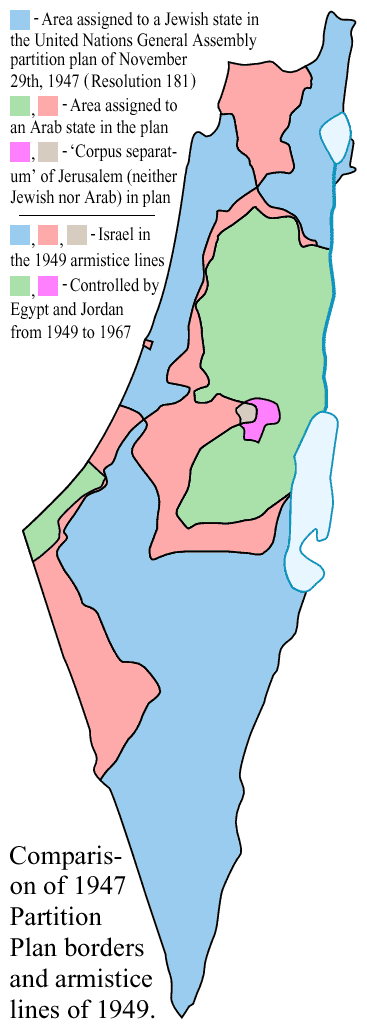
План раздела Палестины 1947 года и линии прекращения огня 1949 года

Решение о разделе Палестины на арабское и еврейское государства, принятое Генеральной Ассамблеей ООН в ноябре 1947 года, было отвергнуто арабами Палестины, а также руководством других арабских стран. В Палестине, находящейся под британским мандатным управлением, возобновился вооружённый межэтнический конфликт, который к моменту окончания действия мандата и провозглашения Государства Израиль перерос в полномасштабную войну. В мае 1948 года в эту войну вступили армии ряда арабских государств, включая соседствующие с Палестиной Египет, Ливан, Сирию и Трансиорданию. Боевые действия привели к массовому бегству арабских жителей из районов, контролируемых еврейскими силами или близких к линии фронта и возникновению проблемы палестинских беженцев, число которых оценивалось в 700 тысяч.
16 ноября 1948 года Совет Безопасности ООН принял резолюцию 62, рекомендующую сторонам конфликта немедленно вступить в переговоры, напрямую или через посредников, с целью достижения договорённостей о прекращении огня. По следам этой резолюции была начата серия двусторонних переговоров о прекращении огня на Родосе (Греция). При посредничестве назначенного ООН американского дипломата Ральфа Банча переговоры привели к июлю 1949 года к соглашениям между Израилем с одной стороны и Египтом, Ливаном, Иорданией (бывшая Трансиордания) и Сирией — с другой. Соглашение между Израилем и Египтом было достигнуто уже к 24 февраля 1949 года.
С целью положить конец вооружённому конфликту и решить гуманитарную проблему беженцев, Генеральная Ассамблея ООН менее чем через месяц, 11 декабря 1948 года, приняла резолюцию 194. Резолюция предполагала, среди прочего, демилитаризацию и введение международного управления для района Иерусалима и возвращение беженцев, «желающих вернуться к своим очагам и мирной жизни со своими соседями», на постоянные места жительства. Для тех беженцев, которые предпочтут этого не делать, предполагалась выплата компенсаций за утраченное имущество. Для урегулирования этих, а потенциально и всех прочих вопросов, касающихся скорейшего завершения конфликта, учреждалась Согласительная комиссия для Палестины (СКП), в которую должны были войти представители трёх государств — членов ООН. В состав Согласительной комиссии в итоге вошли представители США, Франции и Турции, ежемесячно чередовавшиеся на посту её председателя.

## Предварительные переговоры
В отличие от родосского формата, Согласительная комиссия предпочла «челночную дипломатию», в полном составе поочерёдно встречаясь с арабской и израильской сторонами для выработки формулировок требований и предложений. Цикл предварительных визитов комиссии в столицы ближневосточных государств продолжался с 7 по 24 февраля, закончившись в день подписания израильско-египетского соглашения о прекращении огня на Родосе.
Быстро выяснилось, что по вопросу о судьбе арабских беженцев стороны занимают прямо противоположные позиции. Западные страны — члены ООН понимали, что полная репатриация беженцев нереальна, но рассчитывали, что по этому вопросу может быть достигнут разумный компромисс. Израиль, однако, был в принципе против возвращения арабских беженцев на его территорию, утверждая, что им по сути некуда возвращаться: их имущество погибло или вывезено, их дома разрушены или используются для расселения еврейских иммигрантов. Израиль, таким образом, настаивал на массовом расселении беженцев за его пределами. Арабские государства, напротив, отвергали идею переселения беженцев на свою территорию. Помимо экономических трудностей, неизбежно связанных с абсорбцией сотен тысяч потерявших дом и имущество людей, руководство арабских стран опасалось политической дестабилизации своих режимов из-за «подрывных элементов» в среде беженцев. Наконец, наличие беженцев было для них удобным орудием пропаганды: отказ в возможности возвращения беженцев в Израиль настраивал против еврейского государства мировое общественное мнение. Ещё одно важное противоречие между сторонами заключалось в том, рассматривать ли проблему беженцев отдельно от вопроса политического урегулирования или в комплексе с ним. Арабские страны требовали от Израиля «жеста доброй воли» в вопросе беженцев как условия для начала переговоров, тогда как израильтяне были готовы обсуждать этот вопрос лишь в рамках переговоров о завершении конфликта. По словам премьер-министра Израиля Давида Бен-Гуриона, «решение проблемы беженцев не было ключом к миру в Палестине, а наоборот — мир был ключом к решению проблем беженцев».
По завершении раунда визитов в столицы враждующих сторон Согласительная комиссия в марте 1949 года организовала в Бейруте общую конференцию всех стран с арабской стороны конфликта, рассматривая её как образец формата дальнейших дискуссий. Израильские дипломаты, указывая на прогресс двусторонних переговоров на Родосе, призывали комиссию взять за основу этот формат; позже широко распространилась точка зрения, возлагавшая на СКП вину за создание единого арабского блока с его негибкой враждебной позицией в отношении Израиля. Комиссия, напротив, оценила прошедшую 21 марта Бейрутскую конференцию как свой успех на пути к организации долгосрочных встреч на нейтральной территории. Из участников Бейрутской конференции только Ирак отказался от участия в таких встречах, тогда как Египет, Иордания, Ливан и Сирия дали на них согласие — при условии, что в рамках этих встреч не будет прямых переговоров с Израилем. Арабские страны отказывались публично оценивать конференцию как мирные переговоры с Израилем, вместо этого характеризуя её исключительно как санкционированную ООН попытку решить вопросы с беженцами и демилитаризацией Иерусалима. Несмотря на это, Марк Этридж, представлявший США в комиссии, 19 апреля заявил, что она «убедила арабов сесть за стол мирных переговоров с Израилем».
Члены комиссии сочли, что арабы уже пошли на уступки, и требовали от Израиля встречных символических уступок в вопросе о беженцах с тем, чтобы планируемая конференция могла начаться. Израиль, однако, ограничился общими заявлениями о стремлении «сойтись во взглядах с правительством Соединённых Штатов по решению проблемы беженцев» и создать «атмосферу, способствующую успеху», на предстоящей конференции. В ходе встречи с Этриджем 18 апреля Бен-Гурион снова заявил, что Израиль не согласен на возвращение беженцев по политическим и экономическим причинам. По его словам, расселение беженцев в других странах было единственным возможным решением, а Израиль со своей стороны будет готов помочь арабским странам советом и компенсировать феллахам потерю земли. С точки зрения Израиля, согласие на выплату компенсаций было тем самым символическим жестом, который от него требовали.
В отличие от Родоса, где переговаривающиеся стороны жили в одной гостинице, в Лозанне представители СКП и Израиля поселились в одном и том же отеле, а арабские делегаты — в другой части города. Несмотря на то, что конференция одной из своих целей ставила решение судьбы арабских беженцев, их представители в ней официально не участвовали, хотя в Газе в это время существовало Всепалестинское правительство. Идея о включении представителей палестинских арабов в иорданскую делегацию не была воплощена в жизнь. Таким образом, наиболее заметными представителем беженцев на конференции был не имевший никакого официального статуса Мухаммед Нимр аль-Хавари — председатель базировавшегося в Рамалле Общего конгресса беженцев, тщетно добивавшийся признания своей организации от СКП или договаривающихся сторон.

## Первая часть конференции

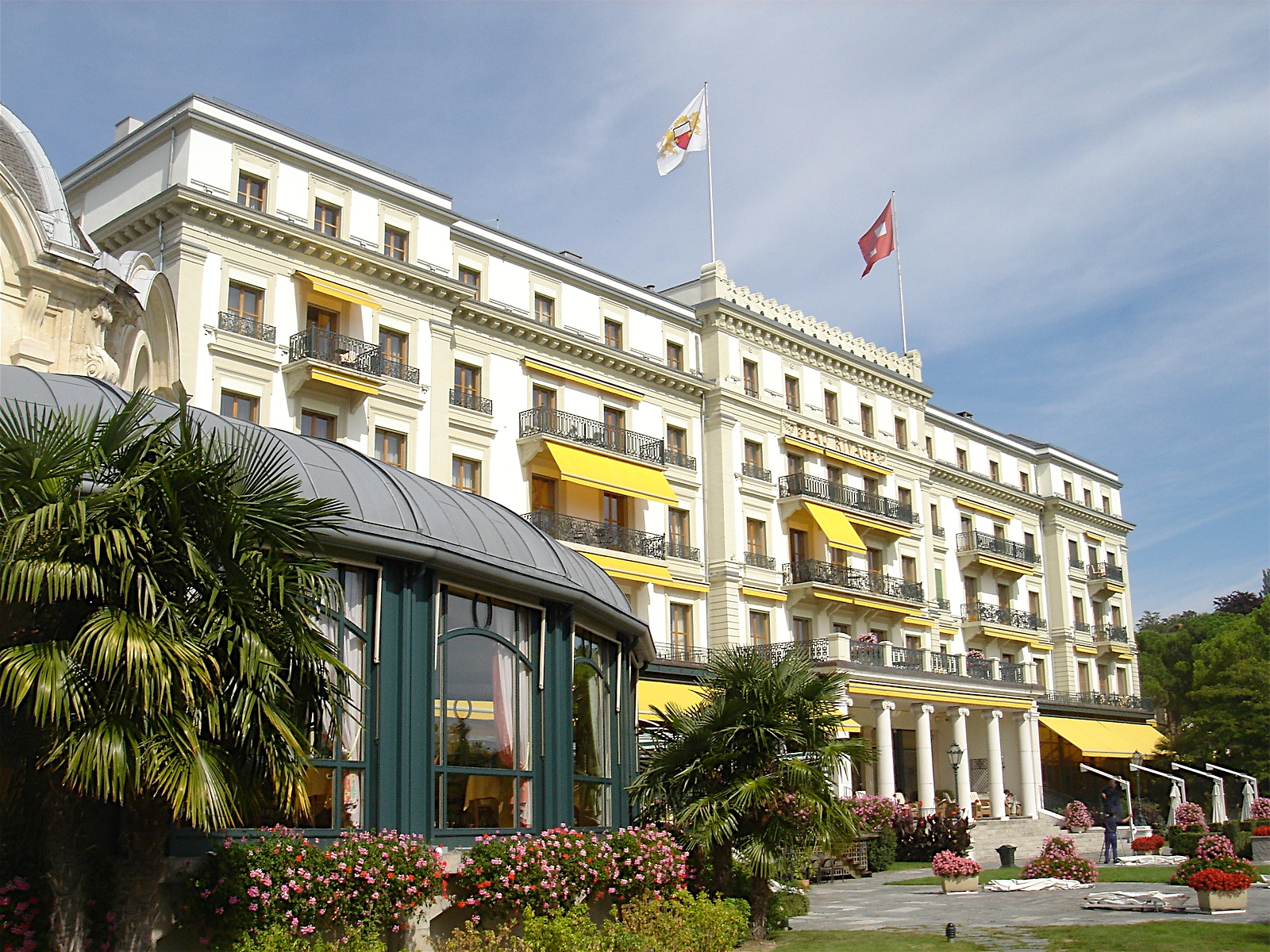
Отель Beau Rivage Palace, место проведения конференции

Лозаннская конференция официально открылась 27 апреля 1949 года, когда в гостинице Beau Rivage прошла первая запланированная встреча. Как и было обещано арабам, СКП официально отказалась от формата личных встреч между ними и израильскими делегатами, и все официальные переговоры включали лишь представителей комиссии и делегатов одной из сторон. При этом почти с самого начала арабские страны заявили о том, что будут участвовать во встречах только все вместе. В это же время состоялось и множество неофициальных совещаний — в том числе и между делегатами сторон, прощупывавших почву для возможных узких договорённостей, но формального веса они не имели и категорически отрицались арабами. Израиль со своей стороны тщетно пытался добиться официальных двусторонних переговоров. Кроме того, члены комиссии, также неофициально, проводили консультации с представителями великих держав.
Ввиду принципиальных расхождений между сторонами даже в процедурных вопросах успех переговоров представлялся сомнительным с самого начала. Понимая это, арабские делегаты дали понять комиссии, что хотели бы получить от неё «рабочий документ с полным проектом урегулирования»; по мнению Этриджа, арабские делегаты хотели иметь возможность заявить, что условия соглашения были навязаны им ООН. Однако и Израиль, и Госдепартамент США отвергали эту идею, настаивая, что стороны сами должны прийти к компромиссу.
В итоге единственным документом, который был подготовлен самой комиссией, стала составленная её главным секретарём Пабло де Аскарате «Декларация о принципах», на основе которой был затем сформулирован так называемый Лозаннский протокол. 12 мая обе стороны подписали две отдельные копии протокола. В первом его абзаце говорилось, что целью конференции является выполнение резолюции 194 о беженцах, а также решение территориальных вопросов. В качестве «рабочего документа», представляющего основу для дальнейших дискуссий, выводился план ООН по разделу Палестины 1947 года. Во втором абзаце стороны выражали готовность сотрудничать с Согласительной комиссией для достижения этих целей, в том числе, и через территориальные изменения.
Протокол, увязывавший решение проблемы беженцев с территориальным вопросом, позволил зашедшей в тупик конференции продолжаться. Вскоре, однако, стало ясно, что стороны вкладывают в его текст разный смысл. Арабы обвиняли Израиль в отступлении от согласия, якобы данного им на возвращение к границам, определённым резолюцией 1947 года. Израильтяне же настаивали на том, что документ не содержит слов о согласии с картой как таковой и представляет собой только стартовую точку для переговоров. Уже вскоре после подписания протокола они представили «шокированной» комиссии меморандум, требующий в соответствии с международными законами вывода арабских войск со всей территории Палестины. Согласно их предложению, границы подмандатной Палестины с Египтом и Ливаном должны были стать государственными границами между Израилем и этими странами. Намного позже глава израильской делегации Вальтер Эйтан рассказал, что подпись под протоколом поставил исключительно под сильным давлением США в преддверии голосования о принятии Израиля в ООН. Израильтяне в принципе не ожидали, что арабская сторона подпишет протокол, отдающий евреям хотя бы половину Палестины — это шло вразрез с принципами, которые ранее декларировали арабские государства. Однако ни на какие дальнейшие политические уступки те пойти не осмеливались: общественное мнение и так было неблагоприятным для арабского руководства в свете военных поражений на палестинских фронтах.
Президент Трумэн снова потребовал от еврейской стороны уступок в вопросе о беженцах, пригрозив в противном случае «пересмотром» отношения США к Израилю. В ответ израильская делегация выступила с предложением включить в территорию страны контролировавшийся Египтом сектор Газа вместе со всем его арабским населением, включавшим несколько сотен тысяч беженцев (ещё некоторое количество арабов предлагалось принять в рамках воссоединения семей на территории Израиля). Когда это предложение было представлено арабской стороне, оно было с негодованием отвергнуто: для престижа египетского руководства было принципиально важным удержать хотя бы такие минимальные территориальные приобретения. Этридж тоже считал израильскую позицию по беженцам нереалистической, жалуясь в переписке с американским послом во Франции, что «щедрый и дальновидный подход со стороны евреев» мог стать ключом к миру на любом этапе работы комиссии. По его мнению, с мёртвой точки переговоры могло бы сдвинуть согласие евреев принять 200 тысяч беженцев и компенсировать Египту потери территориями в южном Негеве, контролируемом Израилем.
В результате Госдепартамент США попытался сформулировать компромиссное предложение об обмене сектора Газа на эквивалентные территории в Негеве (6 июня Бен-Гурион дал принципиальное согласие выделить Египту участок территории северо-западного Негева сопоставимого размера вдоль исторической границы). Несмотря на то, что теперь давление оказывалось уже на Египет, он категорически отверг предлагаемый компромисс, обвинив США в пособничестве «экспансионистскому агрессивному Израилю». В еврейском государстве просочившиеся детали сделанного предложения вызвали резко отрицательную общественную реакцию и ожесточённые дебаты в кнессете. Эта реакция наглядно показала, что идея возвращения беженцев рядовыми израильтянами отвергается.

## Промежуточные консультации
В сложившейся патовой ситуации в конце июня по предложению Госдепартамента США на конференции был объявлен перерыв на две-три недели. Официально его целью было дать возможность делегациям провести консультации со своими правительствами и выработать более конструктивные предложения.
Отдельно велись консультации между США и Великобританией по поводу плана урегулирования в Палестине, предложенного британским Форин-офисом. Состоявший из восьми пунктов план включал предложения по расселению беженцев в Израиле и арабских странах; присоединению сектора Газа к территории Израиля; территориальной компенсации Египту в виде «сухопутного моста» через Негев, соединяющего Египет и Иорданию; включению «центральной Палестины» в территорию Иордании; и предоставлению Хайфе статуса порто-франко. Американские представители в Лозанне, где Этриджа сменил личный друг президента Пол Портер, настойчиво рекомендовали Госдепартаменту разработать собственную систему предложений по территориальному компромиссу и решению проблемы беженцев. На этом этапе американское министерство склонялось к тому, чтобы принять британский план как совместную программу.
В Израиле в свою очередь, уже понимая, что план по присоединению Газы будет, видимо, отвергнут, работали над альтернативным предложением по беженцам. Как пишет Бенни Моррис, в этот момент израильские политики были скорее заинтересованы в некоем символическом жесте, который ослабит американское давление, чем в реальном предложении, способном удовлетворить арабскую сторону. В результате появился новый план, согласно которому Израиль был готов принять на своей территории 100 тысяч беженцев. Обнародованное предложение, как и более раннее, вызвало резкое противодействие со стороны многих партий, включая «Ха-Поэль ха-Мизрахи», общих сионистов, «Херут» и собственную партию Бен-Гуриона МАПАЙ. Эта реакция, с точки зрения министра иностранных дел Израиля Моше Шарета, ещё лучше подчеркнула в глазах американцев масштаб жертв, на которые готово пойти руководство его страны ради достижения мира.

## Вторая часть конференции
После того, как встречи в Лозанне были возобновлены, Израиль предал гласности своё предложение о принятии 100 тысяч беженцев, при условии, что остальные будут расселены в арабских странах. Были также обнародованы детали программы воссоединения арабских семей внутри Израиля. Эта программа позволяла оставшимся на территории Израиля арабам рассчитывать на возвращение их жён, сыновей в возрасте до 15 лет и незамужних дочерей; на практике количество воссоединившихся семей оказалось небольшим — за следующие два года в рамках этой программы Израилем было выдано чуть более 3000 въездных виз, из которых были использованы менее 2000.
Однако надежды на прорыв не сбылись. Арабские страны продолжали настаивать на отступлении Израиля к границам, определённым резолюцией 1947 года, и полной репатриации беженцев. Даже делегация Иордании, ранее намекавшая на возможности территориального компромисса, теперь вслед за остальным арабским блоком заняла негибкую позицию. Предложение Израиля принять обратно 100 тысяч беженцев было по сути шагом назад по сравнению с более ранним предложением, касавшимся сектора Газа, поскольку количество беженцев в этом районе оценивалось в 150—250 тысяч человек. Таким образом, новое предложение не произвело впечатления ни на США, ни тем более на арабскую сторону, оценившую его как обычный пропагандистский трюк. Встречное арабское предложение, предполагавшее переселение беженцев на территории, контролируемые Израилем, но находящиеся за пределами его границ согласно карте раздела 1947 года, было сочтено нереалистичным даже членами СКП. США пригрозили Израилю приостановкой перевода денег в рамках займа, полученного этой страной от Экспортно-импортного банка Нью-Йорка, если число беженцев, которых он соглашается принять, не будет увеличено. Это, однако, никак не повлияло на израильское предложение, напротив, отрицательно сказавшись на готовности еврейской стороны рассматривать дальнейшие американские предложения в ходе конференции.
Понимая, что позиции сторон остаются несопоставимыми, члены комиссии попытались договориться между собой о плане урегулирования, который они смогут представить сторонам. Однако госсекретарь США Дин Ачесон решительно воспротивился таким планам как выходящим за рамки мандата СКП, определённые ООН. Угроза, что стороны будут обвинены в провале переговоров в отчёте комиссии Генеральной Ассамблее ООН не возымели никакого действия; более того, израильтяне заявили, что сама эта угроза представляет попытку принуждения, несовместимую с мандатом комиссии, а арабов такое развитие событий вполне устраивало. Они рассчитывали, что его результатом станет более решительное вмешательство ООН и решение вопроса в рамках более ранних резолюций, что означало бы для них территориальные приобретения.
Вместо полномасштабной программы урегулирования США и СКП в середине августа выдвинули предложение общего характера, известное как «план Макги». Суть предложения была в принятии аналога плана Маршалла для Ближнего Востока, предполагающего инвестиции во всестороннее экономическое развитие региона, в рамках которого будет решена и проблема беженцев. Продолжением этого плана стала работа Миссии по экономическому обследованию Ближнего Востока (англ. Economic Survey Mission, ESM), а затем Ближневосточного агентства ООН для помощи палестинским беженцам (БАПОР), но сам он реализован не был.

## Завершение и последующие события
В середине августа СКП, убедившаяся в невозможности достичь согласия сторон, представила им меморандум, обобщающий события конференции и содержавший ряд вопросов об их позициях по вопросам территориального урегулирования и решения проблемы беженцев. 12 сентября был подготовлен последний документ конференции, в котором комиссия подытожила позиции сторон в преддверии отчёта Генеральной Ассамблее ООН, и 15 сентября работа Лозаннской конференции официально завершилась. Дальнейшие встречи между представителями СКП и делегатами сторон были запланированы на октябрь в Нью-Йорке.
Однако позиции сторон в дальнейшем оставались неизменными. Арабы требовали отступления Израиля к границам, определённым резолюцией 1947 года, и возвращения всех беженцев; Израиль настаивал на том, чтобы его границами стали линии прекращения огня, установленные в 1949 году, и акцентировал необходимость в прямых переговорах по образцу Родосских. Арабская сторона, а вслед за ней и СКП, дали понять США, что рассчитывают на их более активное вмешательство в дальнейший процесс. Американцы, в свою очередь, отказывались нарушать нейтралитет и призывали к прямым переговорам между Израилем и арабами, что автоматически приближало их позицию к израильской. Отступление от нейтралитета наметилось только к осени 1951 года, когда СКП и американские дипломаты подготовили пакет предложений в преддверии мирных переговоров, запланированных на сентябрь того же года в Париже.